# Aeschnophlebia zygoptera
Aeschnophlebia zygoptera is een libellensoort uit de familie van de glazenmakers (Aeshnidae), onderorde echte libellen (Anisoptera).
De wetenschappelijke naam van de soort is voor het eerst geldig gepubliceerd in 1965 door Belyshev.